# History Today
History Today — иллюстрированный исторический журнал. Издаваемый ежемесячно в Лондоне с января 1951 года, он представляет серьёзную и авторитетную историю как можно более широкой публике. Журнал охватывает все периоды и географические регионы и публикует статьи по традиционной повествовательной истории наряду с новыми исследованиями и историографией. Дочернее издание History Review, выходившее три раза в год до апреля 2012 года, предоставляло информацию по истории для учеников 16—18 лет.

## История
Журнал был основан после Второй мировой войны Бренданом Брекеном, бывшим министром информации, председателем Financial Times и близким соратником сэра Уинстона Черчилля. Журнал находится в независимой собственности с 1981 года. Соредакторами-основателями были Питер Квеннелл, «лихой английский литератор» и Алан Ходж, бывший журналист Financial Times.
На сайте собраны все опубликованные материалы журнала с 1951 года. Цифровое издание, доступное в специальном приложении, было выпущено в 2012 году и переиздано с улучшениями в 2015 году.
History Review — это дочернее издание журнала History Today, выходящее раз в три года и публикующее материалы для учащихся-историков шестого класса. Последний выпуск History Review вышел в апреле 2012 года.

## Редакторы
- Питер Квеннелл[англ.] (январь 1951–октябрь 1979) и Алан Ходж[англ.] (январь 1951–июнь 1979)
- Майкл Краудер[англ.] (ноябрь 1979–июль 1981)
- Майкл Тренд[англ.] (август 1981–апрель 1982)
- Джульетта Гардинер[англ.] (май 1982–август 1985)
- Гордон Марсден (сентябрь 1985–октябрь 1997)[9]
- Питер Фуртадо (январь 1998–август 2008)[10]
- Пол Лэй (январь 2009–январь 2022)[11]
- Риз Гриффитс и Кейт Уайлс (июль 2022–наст.время)[12]

## Награды
С 1997 года Благотворительный фонд Longman-History Today проводит ежегодную церемонию награждения, на которой вручаются награды тем, кто способствовал более широкому пониманию истории и энтузиазму по отношению к ней. Главный приз премии Longman–History Today Awards — «Книга года», вручаемый за первую или вторую книгу автора по истории. С 2003 года премия за бакалаврскую диссертацию вручается совместно с Королевским историческим обществом. Премия попечителей вручается человеку или организации, внесшей большой вклад в историю. Среди прошлых победителей Премии попечителей — профессор Дэвид Олусога.